# Forsvarets Medalje for Fremragende Tjeneste
Forsvarets Medalje for Fremragende Tjeneste er en dansk militærmedalje. 
Medaljen er indstiftet i 2010 og kan af Forsvarschefen tildeles til soldater eller civilt ansatte i Forsvaret der har gjort en ekstraordinær indsats for det danske Forsvar. Medaljen kan ligeledes tildeles udenlandske statsborgere der har gjort en særlig ekstraordinær indsats for Danmark.
Medaljen er rund og lavet af sølv. På forsiden er rigsvåbnets tre løver og ni søblade, mens der på bagsiden er indgraveret et årstal og sted omkranset af et egeløv. Medaljen er ophængt i et hvidt krydsbånd med to røde brede striber.
Ved en yderligere tildeling vil medaljen blive påhæftet et egeløv af sølv på krydsbåndet og ved en tredje tildeling vil egeløvet være af guld.